# Oxyceros jasminiflorus
Oxyceros jasminiflorus là một loài thực vật có hoa trong họ Thiến thảo. Loài này được (S.Moore) Ridsdale mô tả khoa học đầu tiên năm 2008.